# Laboratoire national de métrologie et d’essais
Das Laboratoire national de métrologie et d’essais (deutsch Nationales Labor für Metrologie und Versuche), früher Laboratoire national d’essais (LNE), ist das französische Pendant zur deutschen Physikalisch-Technischen Bundesanstalt. Das LNE ist ein Institut, dessen Aufgabe das Messen und Testen von Produkten aller Arten ist, bevor sie ihre Zertifizierung für die Vermarktung erhalten. Zu seinen Aufgaben gehört auch die Koordination von Metrologie-Projekten in Frankreich. Das LNE wurde im Jahre 1901 gegründet und ist heute ein staatliches Unternehmen, das als Établissement public à caractère industriel et commercial (EPIC) geführt wird (französischer Status als öffentliche Einrichtung mit gewerblichem Charakter).
Der Sitz befindet sich im 15. Pariser Arrondissement.